# Nannoscincus fuscus
Nannoscincus fuscus — вид сцинкоподібних ящірок родини сцинкових (Scincidae). Ендемік Нової Каледонії. 

## Поширення і екологія
Nannoscincus fuscus відомі з чотирьох місцевостей, розташованих в горах Центрального хребта на території Південної провінції. Вони живуть у вологих гірських тропічних лісах, на висоті від 300 до 1200 м над рівнем моря.

## Збереження
МСОП класифікує цей вид як такий, що перебуває під загрозою зникнення. Nannoscincus fuscus загрожує знищення природного середовища.